# ケヤリモ目
ケヤリモ目 (学名：Sporochnales) は、藻類の一群の褐藻綱に属する目である。下位分類は、ケヤリモ科（学名：Sporochnaceae）のみである。

## ケヤリモ科
- イチメガサ属
  - イチメガサ
- ウミボッス属
  - ウミボッス
- ケヤリ属
  - クジャクケヤリ
  - ケヤリ